# Campeonato Brasileño de Fútbol 1993
El Campeonato Brasileño de Serie A 1993 fue la  38.ª edición del Campeonato Brasileño de Serie A. El torneo se extendió desde el 4 de septiembre de 1993 hasta el 19 de diciembre del corriente año. El club Palmeiras de São Paulo ganó el campeonato, su séptimo título a nivel nacional.
Antes del inicio del torneo pasado (enero de 1992) la CBF decidió aumentar el número de clubes para este torneo de 20 a 32 clubes, los equipos beneficiados con esta medida fueron los 12 mejores clubes de la Serie-B 1992, Paraná Clube, Bahia, Criciúma, Santa Cruz de Recife, Remo, América Mineiro, Fortaleza, União São João, Grêmio, Ceará, Desportiva Ferroviária y Coritiba.
La Confederación Brasileña de Fútbol decidió que los miembros del club de los 13, Internacional, Cruzeiro, Atlético Mineiro, Bahía, Botafogo, Fluminense, Flamengo, Vasco da Gama, Palmeiras, Sao Paulo, Santos, Corinthians y Grêmio, este último recién ascendido compondrían los grupos A y B, más Sport Recife, Bragantino y Guaraní de Campinas debido a sus buenas campañas de la temporada 1992. Todos los demás equipos disputan el campeonato en los grupos C y D, con descenso para los cuatro últimos de ambos grupos.

## Formato de disputa
Primera Fase, grupos A y B: 16 clubes divididos e 2 grupos de 8; juegan todos contra todos dentro de cada grupo en 2 turnos; clasificándose para la próxima fase los 3 primeros de cada grupo.
Primera Fase, grupos C y D: 16 clubes también divididos en 2 grupos de 8; clasificándose los 2 primeros de cada grupo para la Fase Intermedia. Los últimos 4 de cada grupo son relegados a Serie-B.
Fase Intermedia: Los 4 clasificados de los grupos C y D disputan 2 cupos para la Segunda fase, en sistema eliminatorio, con juegos de ida e vuelta.
Segunda Fase: 8 clubes (6 de los grupos A y B, más 2 clubes de los grupos C e D) divididos en 2 grupos de 4; disputan partidos con sus rivales de grupo en dos turnos; clasificándose para la final el vencedor de cada grupo.
Final: Los 2 finalistas definen el título en 2 juegos, en sistema de ida y vuelta, con la ventaja de empate para el club con mejor campaña.

## Primera fase
- Cuatro grupos de ocho equipos cada uno.

### Grupo A
| Pos | Equipo        | Pts | PJ | PG | PE | PP | GF | GC | Dif |
| --- | ------------- | --- | -- | -- | -- | -- | -- | -- | --- |
| 1   | Corinthians   | 24  | 14 | 10 | 4  | 0  | 27 | 8  | +19 |
| 2   | São Paulo     | 17  | 14 | 5  | 7  | 2  | 19 | 12 | +7  |
| 3   | Flamengo      | 16  | 14 | 6  | 4  | 4  | 17 | 16 | +1  |
| 4   | Cruzeiro      | 14  | 14 | 6  | 2  | 6  | 22 | 15 | +7  |
| 5   | Internacional | 14  | 14 | 5  | 4  | 5  | 17 | 20 | -3  |
| 6   | Bragantino    | 13  | 14 | 2  | 9  | 3  | 18 | 16 | +2  |
| 7   | Bahia         | 8   | 14 | 2  | 4  | 8  | 10 | 29 | -19 |
| 8   | Botafogo      | 6   | 14 | 2  | 2  | 10 | 7  | 21 | -14 |

### Grupo B
| Pos | Equipo              | Pts | PJ | PG | PE | PP | GF | GC | Dif |
| --- | ------------------- | --- | -- | -- | -- | -- | -- | -- | --- |
| 1   | Palmeiras           | 22  | 14 | 10 | 2  | 2  | 27 | 14 | +13 |
| 2   | Santos              | 20  | 14 | 8  | 4  | 2  | 24 | 14 | +10 |
| 3   | Guarani de Campinas | 19  | 14 | 7  | 5  | 2  | 21 | 13 | +8  |
| 4   | Grêmio              | 15  | 14 | 6  | 3  | 5  | 20 | 17 | +3  |
| 5   | Vasco da Gama       | 13  | 14 | 5  | 3  | 6  | 19 | 20 | -1  |
| 6   | Sport Recife        | 11  | 14 | 4  | 3  | 7  | 10 | 21 | -11 |
| 7   | Fluminense          | 8   | 14 | 3  | 2  | 9  | 18 | 26 | -8  |
| 8   | Atlético Mineiro    | 4   | 14 | 1  | 2  | 11 | 7  | 21 | -14 |

### Grupo C
| Pos | Equipo            | Pts | PJ | PG | PE | PP | GF | GC | Dif |
| --- | ----------------- | --- | -- | -- | -- | -- | -- | -- | --- |
| 1   | Vitória           | 20  | 14 | 9  | 2  | 3  | 27 | 14 | +13 |
| 2   | Remo              | 17  | 14 | 8  | 1  | 5  | 28 | 17 | +11 |
| 3   | Paysandu Belém    | 17  | 14 | 6  | 5  | 3  | 15 | 13 | +2  |
| 4   | Náutico Recife    | 14  | 14 | 5  | 4  | 5  | 14 | 18 | -4  |
| 5   | Ceará             | 13  | 14 | 6  | 1  | 7  | 16 | 19 | -3  |
| 6   | Santa Cruz Recife | 12  | 14 | 5  | 2  | 7  | 20 | 17 | +3  |
| 7   | Goiás             | 10  | 14 | 2  | 6  | 6  | 12 | 22 | -10 |
| 8   | Fortaleza         | 9   | 14 | 2  | 5  | 7  | 11 | 23 | -12 |

### Grupo D
| Pos | Equipo                 | Pts | PJ | PG | PE | PP | GF | GC | Dif |
| --- | ---------------------- | --- | -- | -- | -- | -- | -- | -- | --- |
| 1   | Portuguesa             | 17  | 14 | 7  | 3  | 4  | 23 | 16 | +7  |
| 2   | Paraná Clube           | 17  | 14 | 6  | 5  | 3  | 17 | 11 | +6  |
| 3   | União São João         | 16  | 14 | 6  | 4  | 4  | 21 | 11 | +10 |
| 4   | Criciúma               | 15  | 14 | 6  | 3  | 5  | 18 | 20 | -2  |
| 5   | América Mineiro        | 14  | 14 | 4  | 6  | 4  | 18 | 18 | 0   |
| 6   | Coritiba               | 13  | 14 | 3  | 7  | 4  | 10 | 15 | -5  |
| 7   | Atlético Paranaense    | 12  | 14 | 3  | 6  | 5  | 14 | 16 | -2  |
| 8   | Desportiva Ferroviária | 8   | 14 | 1  | 6  | 7  | 9  | 23 | -14 |

## Fase Intermedia
| Equipo 1     | Agr. | Equipo 2      | Ida | Vuelta |
| ------------ | ---- | ------------- | --- | ------ |
| Paraná Clube | 1-1  | Vitória Bahía | 1-1 | 0-0    |
| Remo         | 5-4  | Portuguesa    | 5-2 | 0-2    |

- Vitória de Bahía y Remo de Belém avanzan a Segunda Fase.

## Segunda fase
- El ganador de cada grupo avanza a la final del torneo.

### Grupo 1
| Pos | Equipo      | Pts | PJ | PG | PE | PP | GF | GC | Dif |
| --- | ----------- | --- | -- | -- | -- | -- | -- | -- | --- |
| 1   | Vitória     | 8   | 6  | 2  | 4  | 0  | 11 | 9  | +2  |
| 2   | Corinthians | 7   | 6  | 2  | 3  | 1  | 11 | 10 | +1  |
| 3   | Santos      | 5   | 6  | 1  | 3  | 2  | 11 | 12 | -1  |
| 4   | Flamengo    | 4   | 6  | 0  | 4  | 2  | 6  | 8  | -2  |

### Grupo 2
| Pos | Equipo              | Pts | PJ | PG | PE | PP | GF | GC | Dif |
| --- | ------------------- | --- | -- | -- | -- | -- | -- | -- | --- |
| 1   | Palmeiras           | 10  | 6  | 4  | 2  | 0  | 10 | 3  | +7  |
| 2   | São Paulo           | 9   | 6  | 4  | 1  | 1  | 8  | 5  | +3  |
| 3   | Guarani de Campinas | 3   | 6  | 1  | 1  | 4  | 12 | 12 | 0   |
| 4   | Remo                | 2   | 6  | 0  | 2  | 4  | 4  | 14 | -10 |

### Final
| 12 de diciembre de 1993 | Vitória | 0 - 1   | Palmeiras   | Estadio Fonte Nova, Salvador,                                |                                                              |
|                         |         | Reporte | Edílson 77' | Asistencia: 77,772 espectadores Árbitro(s): Renato Marsiglia | Asistencia: 77,772 espectadores Árbitro(s): Renato Marsiglia |

| 19 de diciembre de 1993 | Palmeiras              | 2 - 0   | Vitória | Estadio Morumbi, São Paulo,           |                                       |
|                         | Evair 4' · Edmundo 23' | Reporte |         | Árbitro(s): Márcio Rezende de Freitas | Árbitro(s): Márcio Rezende de Freitas |

- Palmeiras campeón del torneo clasifica a Copa Libertadores 1994.

- São Paulo y Cruzeiro clasifican a Copa Libertadores 1994 por ser campeones de la Copa Libertadores 1993 y de la Copa de Brasil de 1993, respectivamente.

|                                 |
| Bandera del estado de São Paulo |
| Campeón Palmeiras 7.º título    |

## Posiciones finales
- Dos puntos por victoria y uno por empate.
| Pos | Equipo                 | Pts | PJ | PG | PE | PP | GF | GC | Dif |
| --- | ---------------------- | --- | -- | -- | -- | -- | -- | -- | --- |
| 1   | Palmeiras              | 36  | 22 | 16 | 4  | 2  | 40 | 17 | 23  |
| 2   | Vitória                | 30  | 24 | 11 | 8  | 5  | 39 | 27 | 12  |
| 3   | Corinthians            | 31  | 20 | 12 | 7  | 1  | 38 | 18 | 20  |
| 4   | São Paulo              | 26  | 20 | 9  | 8  | 3  | 27 | 17 | 10  |
| 5   | Santos                 | 25  | 20 | 9  | 7  | 4  | 35 | 26 | 9   |
| 6   | Guarani de Campinas    | 22  | 20 | 8  | 6  | 6  | 33 | 25 | 8   |
| 7   | Remo                   | 21  | 22 | 9  | 3  | 10 | 37 | 35 | 2   |
| 8   | Flamengo               | 20  | 20 | 6  | 8  | 6  | 23 | 24 | -1  |
| 9   | Portuguesa             | 19  | 16 | 8  | 3  | 5  | 27 | 21 | 6   |
| 10  | Paraná Clube           | 19  | 16 | 6  | 7  | 3  | 18 | 12 | 6   |
| 11  | Grêmio                 | 15  | 14 | 6  | 3  | 5  | 20 | 17 | 3   |
| 12  | Cruzeiro               | 14  | 14 | 6  | 2  | 6  | 22 | 15 | 7   |
| 13  | Internacional          | 14  | 14 | 5  | 4  | 5  | 17 | 20 | -3  |
| 14  | Bragantino             | 13  | 14 | 2  | 9  | 3  | 18 | 16 | 2   |
| 15  | Vasco da Gama          | 13  | 14 | 5  | 3  | 6  | 19 | 20 | -1  |
| 16  | Sport Recife           | 11  | 14 | 4  | 3  | 7  | 10 | 21 | -11 |
| 17  | Fluminense             | 8   | 14 | 3  | 2  | 9  | 18 | 26 | -8  |
| 18  | Bahia                  | 8   | 14 | 2  | 4  | 8  | 10 | 29 | -19 |
| 19  | Botafogo               | 6   | 14 | 2  | 2  | 10 | 7  | 21 | -14 |
| 20  | Atlético Mineiro       | 4   | 14 | 1  | 2  | 11 | 7  | 21 | -14 |
| 21  | Paysandu Belém         | 17  | 14 | 6  | 5  | 3  | 15 | 13 | 2   |
| 22  | União São João         | 16  | 14 | 6  | 4  | 4  | 21 | 11 | 10  |
| 23  | Criciúma               | 15  | 14 | 6  | 3  | 5  | 18 | 20 | -2  |
| 24  | Náutico Recife         | 14  | 14 | 5  | 4  | 5  | 14 | 18 | -4  |
| 25  | América Mineiro        | 14  | 14 | 4  | 6  | 4  | 18 | 18 | 0   |
| 26  | Ceará                  | 13  | 14 | 6  | 1  | 7  | 16 | 19 | -3  |
| 27  | Coritiba               | 13  | 14 | 3  | 7  | 4  | 10 | 15 | -5  |
| 28  | Santa Cruz Recife      | 12  | 14 | 5  | 2  | 7  | 20 | 17 | 3   |
| 29  | Atlético Paranaense    | 12  | 14 | 3  | 6  | 5  | 14 | 16 | -2  |
| 30  | Goiás                  | 10  | 14 | 2  | 6  | 6  | 12 | 22 | -10 |
| 31  | Fortaleza              | 9   | 14 | 2  | 5  | 7  | 11 | 23 | -12 |
| 32  | Desportiva Ferroviária | 8   | 14 | 1  | 6  | 7  | 9  | 23 | -14 |

## Goleadores
| Pos. | Jugador            | Club           | Goles |
| ---- | ------------------ | -------------- | ----- |
| 1    | Guga               | Santos         | 14    |
| 2    | Clóvis             | Guarani        | 13    |
| 3    | Ronaldo            | Cruzeiro       | 12    |
| 4    | Edmundo            | Palmeiras      | 11    |
| 4    | Rivaldo            | Corinthians    | 11    |
| 6    | Ageu               | Remo           | 10    |
| 6    | Claudinho          | Vitoria        | 10    |
| 6    | Osias              | Uniao Sao Joao | 10    |
| 9    | Bentinho           | Portuguesa     | 9     |
| 10   | Alex Alves         | Vitoria        | 8     |
| 10   | Edílson            | Palmeiras      | 8     |
| 10   | Nílson             | Fluminense     | 8     |
| 10   | Paulinho Kobayashi | Portuguesa     | 8     |